# Ᵹ
Cette page contient des caractères spéciaux ou non latins. S’ils s’affichent mal (▯, ?, etc.), consultez la page d’aide Unicode.
Le G insulaire, ᵹ en bas-de-casse, Ᵹ en capitale (image : ) est une forme de la lettre G utilisée dans l’écriture du vieil anglais et du vieil irlandais. Elle est utilisée comme symbole phonétique dans l’étude du gallois et de l’irlandais, ainsi qu’en philologie ou dialectologie germanique pour représenter la consonne fricative vélaire voisée [ɣ].

## Historique
L’alphabet latin est importé en Irlande avec les écrits du christianisme, puis est transmis par les missionnaires chrétiens irlandais aux Anglo-Saxons, remplaçant progressivement l’alphabet runique. La lettre « G » est ainsi tracée dans les textes en vieil anglais et vieil irlandais dès le VIIIe siècle ; on reconnaît encore l’œil d’un « g » de la graphie onciale. Sous la plume des scribes anglais, elle évolue vers une nouvelle lettre, le yogh (« ȝ » en bas de casse, « Ȝ » en lettre capitale).
Dans l’Ormulum, le g insulaire est utilisé distinctement des g carolingien et g insulaire fermé.

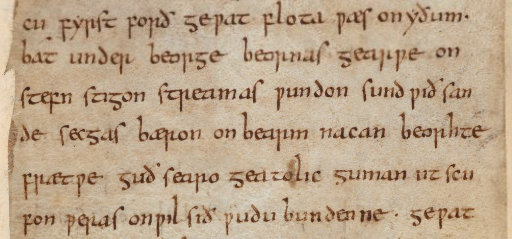
Portion de Beowulf (viie siècle) avec la forme du g insulaire pour la lettre g.
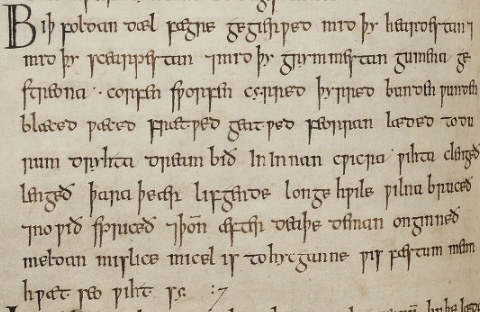
Portion du Livre d’Exeter (xe siècle) avec la forme du g insulaire pour la lettre g.

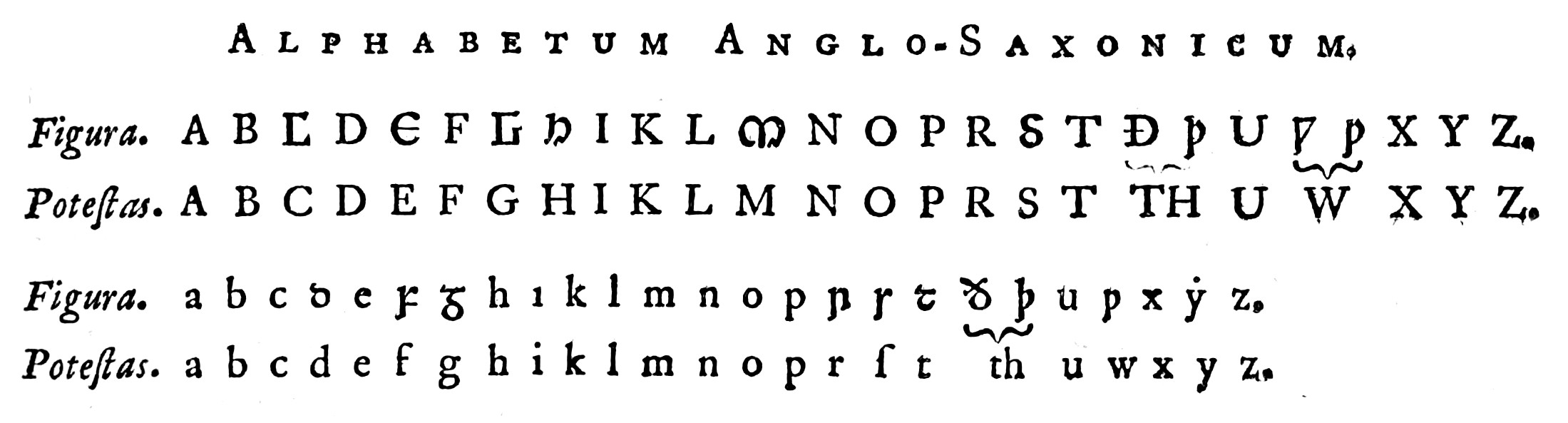
Alphabet du vieil anglais (avec le forme insulaire des lettres) selon George Hickes en 1705.

Selon Natalis de Wailly, la forme du g insulaire se retrouve aussi pour le g  dans les Pandectes de Florence et dans le Sulpice Sévère de Vérone, écrits au début du vie siècle.

## Utilisations

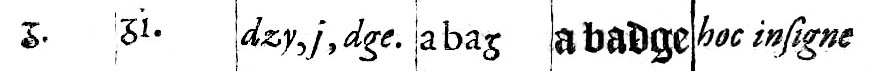
G insulaire dans Logonomia anglica, 1621, d’Alexander Gill.

Alexander Gill utilise le g insulaire comme lettre distincte du g dans son alphabet phonétique pour l’anglais en 1621.

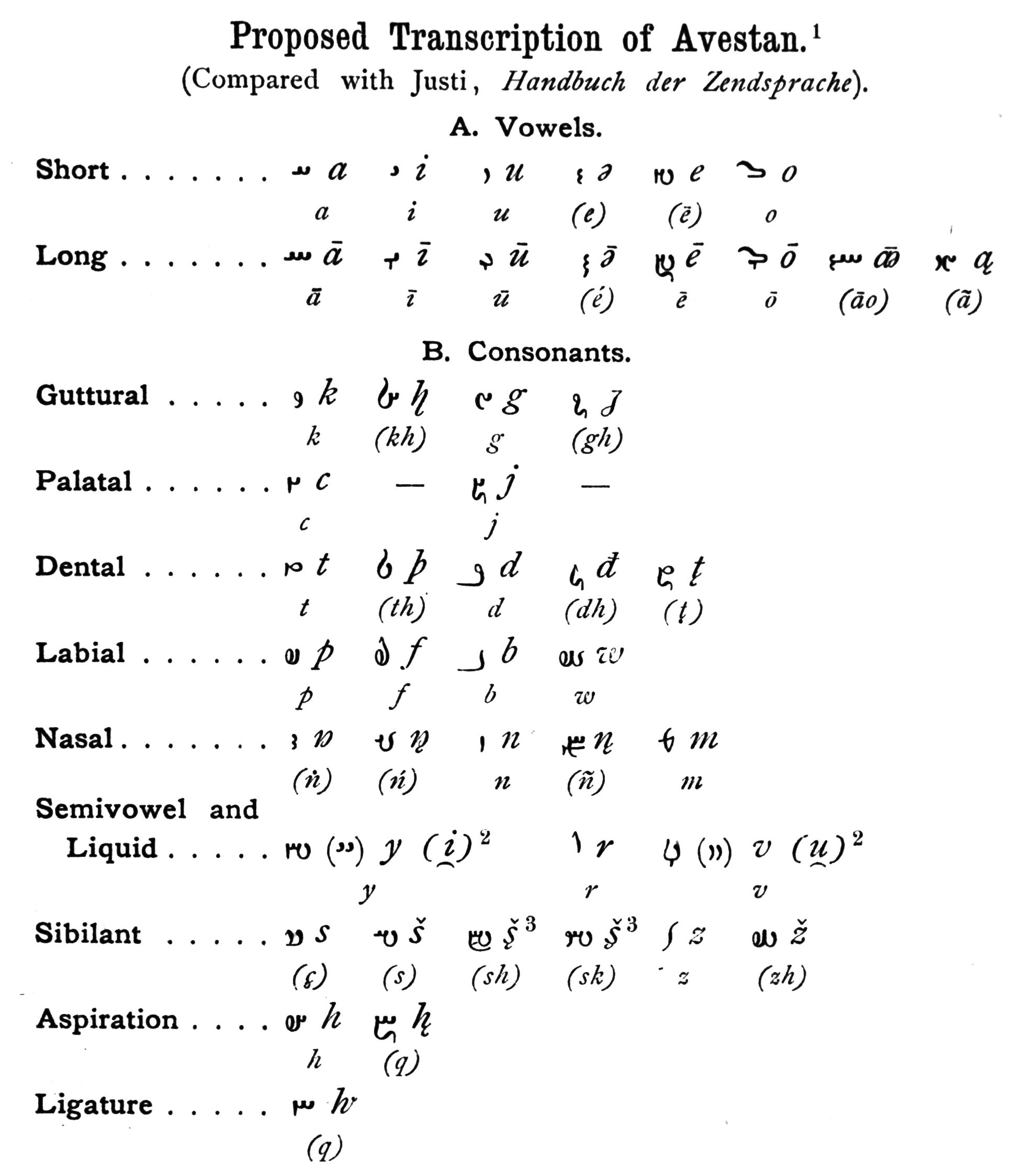
Tableau de transcription de l’avestan proposée dans Jackson 1890.

Le g insulaire est utilisé dans l’orthographe cornique de William Pryce (en) dans Archæologia Cornu-Britannica publié en 1790.

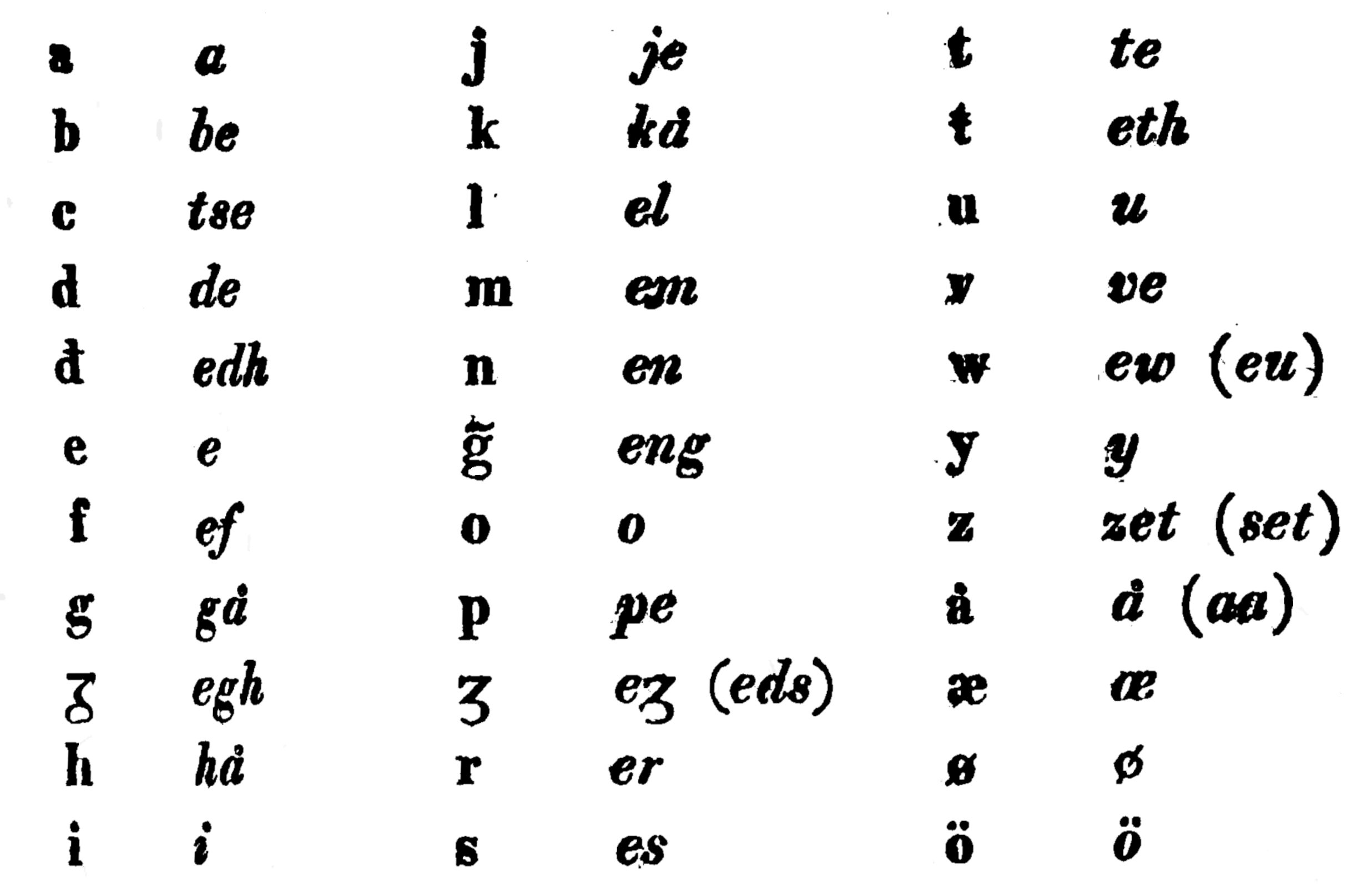
Alphabet same de Rasmus Rask en 1832.

Rasmus Rask utilise la lettre g insulaire dans son orthographe du same, notamment dans Ræsonneret Lappisk sproglære efter den sprogart publié en 1832.
Le g insulaire est utilisé dans la transcription de l’avestan proposée par A. V. Williams Jackson en 1890.
Le g insulaire est utilisé pour représenter une consonne fricative vélaire voisée [ɣ] dans la transcription de Eduard Sievers dans Angelsächsische grammatik ou Grundzüge der Phonetik, dans la transcription d’Adolf Noreen dans ses grammaires du vieux norrois, dans la transcription phonétique d’Otto Bremer utilisée en dialectologie allemande à la fin du xixe siècle et au début du xxe siècle, dans la transcription de Jørgen Forchhammer dans Die Grundlage der Phonetik publié en 1924. Ferdinand de Saussure reprend ce symbole dans certains de ces travaux.

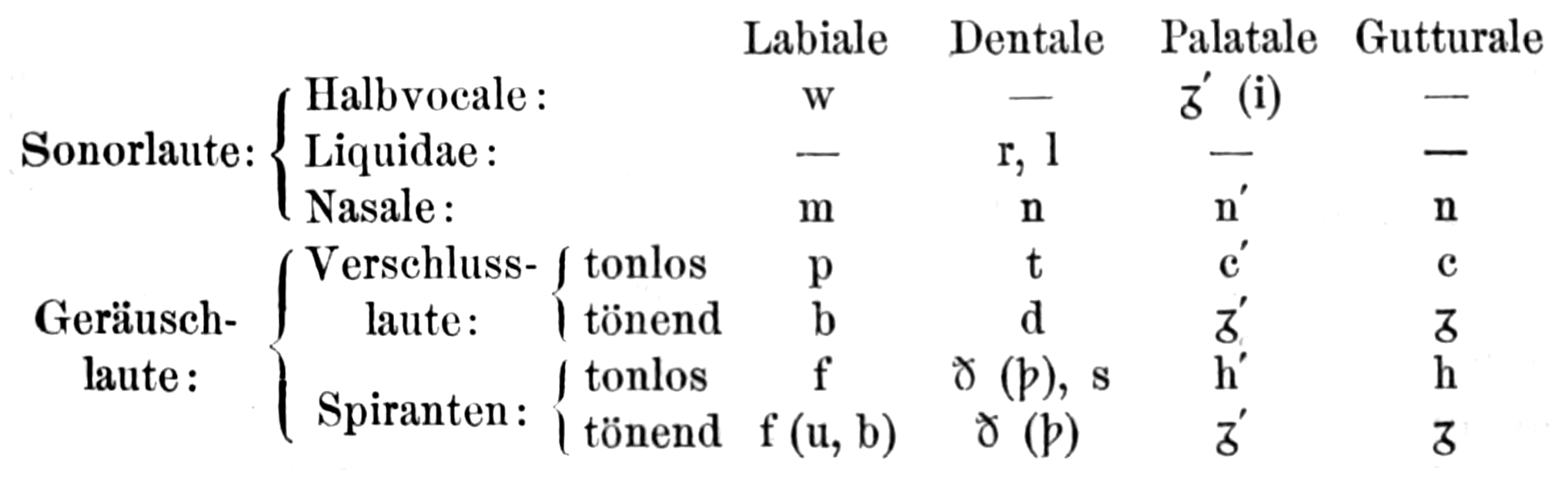
Tableau des consonnes dans Sievers, Angelsächsische Grammatik, 1882, avec le g insulaire.

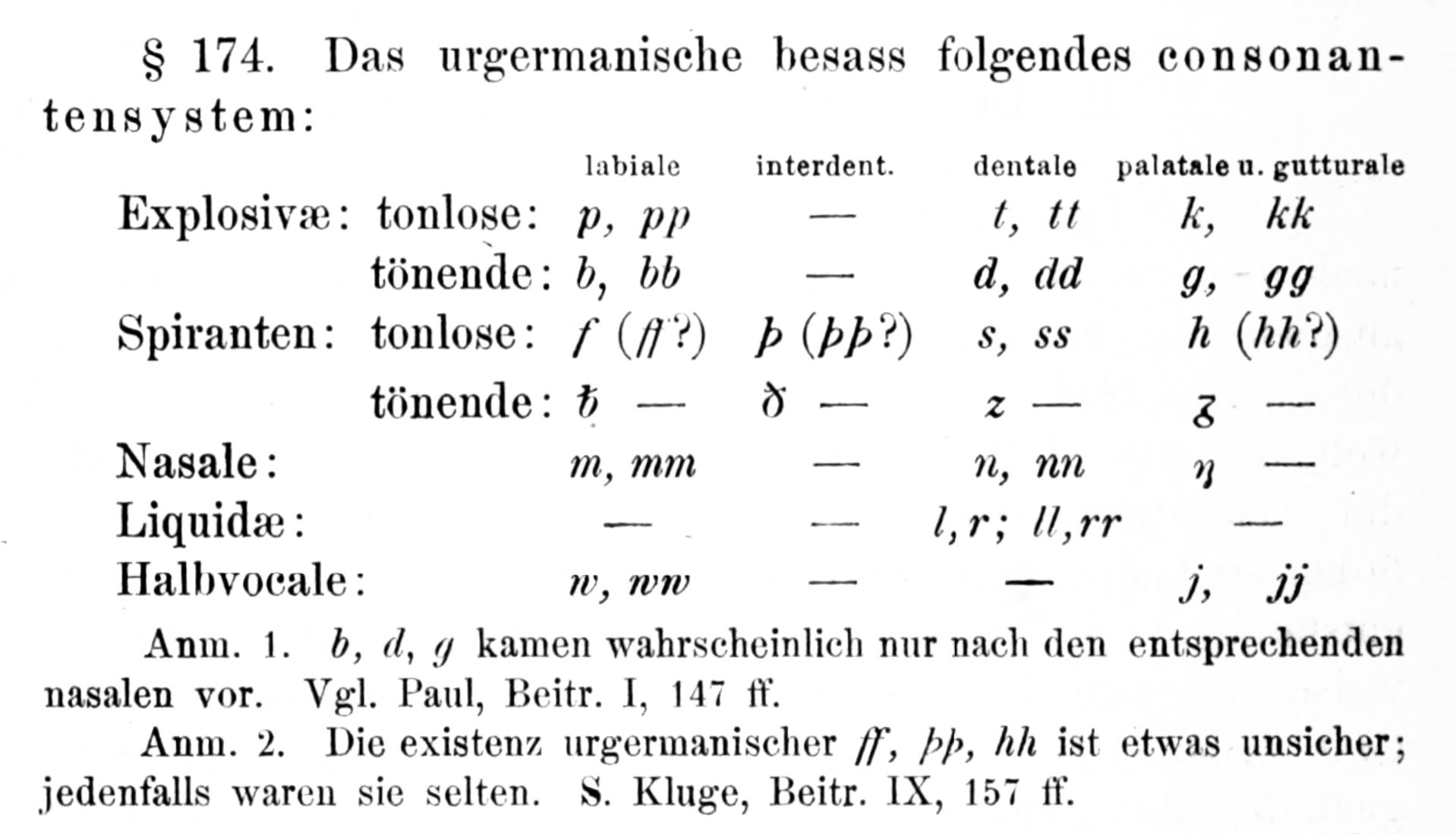
Consonnes du proto-germanique dans Noreen 1884, avec le g insulaire.

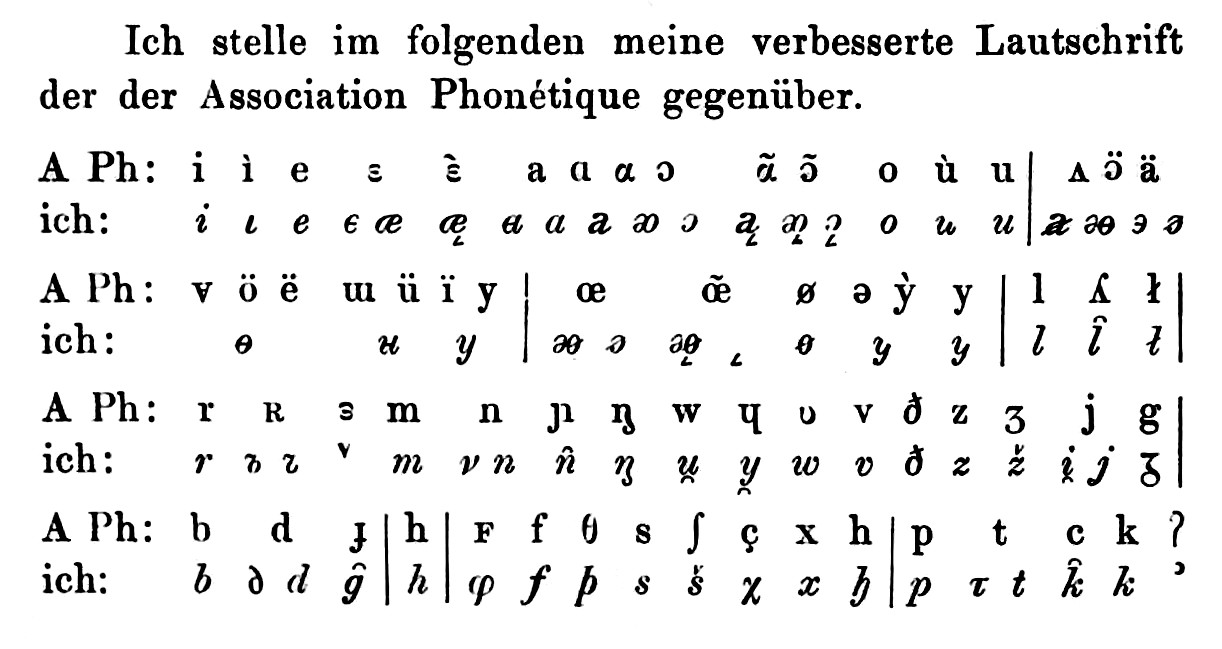
Transcription de Bremer comparée à l’alphabet phonétique international en 1898, avec le g insulaire.

Certains auteurs ne font pas de distinction entre le g insulaire ‹ ᵹ › et l’ej ‹ ʒ ›, par exemple Charles Copland Perry et Albrecht Reum utilisent le g insulaire au lieu de l’ej dans l’alphabet phonétque international dans un cours de prononciation française de 1904.
John Morris Jones utilise le g insulaire comme symbole phonétique pour noter une spirante gutturale voisée utilisée en vieux gallois dans A Welsh Grammar, Historical and Comparative publié en 1913.
Le g insulaire est utilisé par George Henderson dans « The Gaelic dialects », publié dans le Zeitschrift für celtische Philologie de 1903 à 1905,, ou par Tomás Ó Máille dans une grammaire irlandaise publié en 1927,.

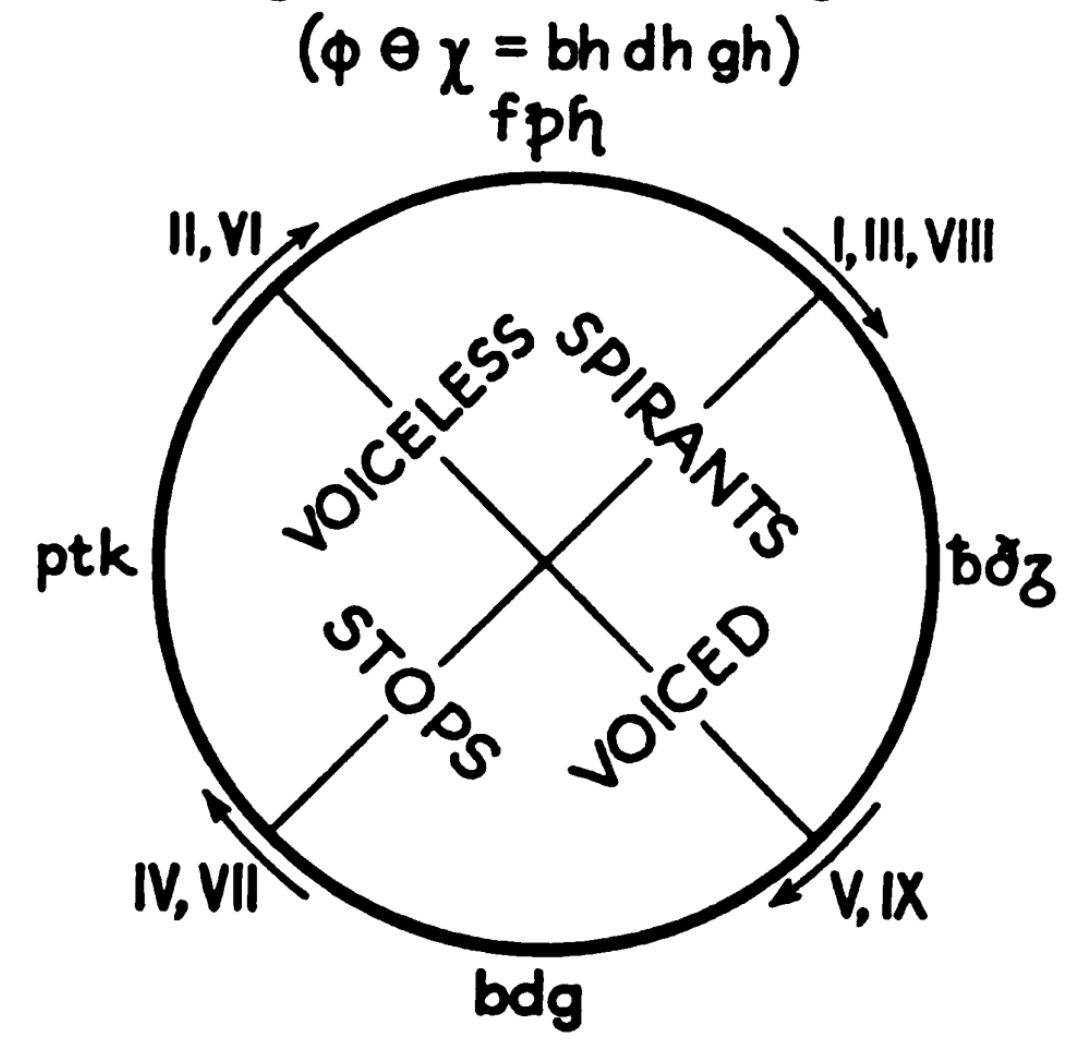
Diagramme des consonnes dans Prokosch 1939.

Eduard Prokosch utilise le g insular dans A comparative Germanic grammar publié en 1939.

## Codage informatique
Le G insulaire bas de casse a été introduit dans l’Unicode lors de sa révision 4.1 (mars 2005) dans le bloc des « Suppléments phonétiques », en tant que notation phonétique de l’ancien irlandais. Il a été suppléé dans l’Unicode 5.1 (avril 2008) de la lettre capitale, et du G insulaire culbuté ‹ Ꝿ ꝿ ›, dans le bloc « Latin étendu D ».
| formes    | représentations | chaînes de caractères | points de code | descriptions                        |
| --------- | --------------- | --------------------- | -------------- | ----------------------------------- |
| capitale  | Ᵹ               | Ᵹ                     | U+A77D         | lettre majuscule latine g insulaire |
| minuscule | ᵹ               | ᵹ                     | U+1D79         | lettre minuscule latine g insulaire |